# Ханс Ерих Носак
Ханс Ерик Носах (Хамбург, 30. јануар 1901 — Хамбург, 2. новембар 1977) је био немачки писац.